# Usine Gantois
L'usine Gantois est une usine ancienne de perforation et de tissage métallique, toujours en activité située 25 rue des Quatre-Frères-Mougeotte, à Saint-Dié-des-Vosges, ville de la région Grand Est, en Lorraine dans le département des Vosges).

## Histoire
L'usine a été construite entre 1935 et 1936 avec une composition architecturale correspondant au classicisme des années 1930. Les bâtiments de l'usine sont partiellement inscrits au titre des monuments historiques en 2013. Cela concerne le bâtiment du siège social, pour ses façades et toitures, son entrée et le vestibule, la cage d'escalier avec l'ensemble des verrières et le bureau du directeur avec ses décors.
L'entreprise Gantois Industries est toujours installée dans les mêmes locaux depuis sa création en 1894. Elle est composée de 210 salariés en 2015. Elle appartient au groupe industriel Drouault.
L'entreprise actuelle conserve pour logotype, sous une forme stylisée, un profil de rhinocéros, animal dont la présence sur un bas-relief de la façade du bâtiment classé trouve son origine dans le slogan publicitaire originel de l'entreprise "Ma corne s'y brise", soulignant ainsi la solidité des métaux tissés au sein de l'usine déodatienne.

## Description
Elle comporte une structure en béton armé.